# Landschaftsschutzgebiet Oberlauf der Röhr
Das Landschaftsschutzgebiet Oberlauf der Röhr mit 8,2 ha Flächengröße liegt südlich vom Weiler Brenschede im Stadtgebiet von Sundern und im Hochsauerlandkreis. Es wurde 2019 bei der Neuaufstellung des Landschaftsplans Sundern durch den Kreistag des Hochsauerlandkreises als Landschaftsschutzgebiet (LSG) des Typs C, Wiesentäler und bedeutsames Extensivgrünland, ausgewiesen. Es ist umgeben des Landschaftsschutzgebiets Sundern, zu dem es zuvor ab 1993 gehört hatte. Das LSG grenzt direkt an Brenschede.

## Beschreibung
Das LSG umfasst Grünlandflächen in der Talsohle der Röhr zwischen Brenschede und Kloster Brunnen. Die schmale Bachaue ist meist naturnah. Das Fließgewässer wird abschnittsweise von linienförmigen Erlengalerien begleitet. Das Grünland ist auf weiten Strecken quelliges Feuchtgrünland.
Der Landschaftsplan führt zum Wert vom LSG aus: „Das auch landschaftsästhetisch bedeutende Mittelgebirgstal ist ein wertvoller Vernetzungsbiotop in dieser von Nadelholzforsten dominierten Waldlandschaft und hat gleichzeitig mit seinen unbewaldeten Flächen landschaftsökologisch betrachtet eine erhebliche Trittsteinfunktion für Offenlandarten.“

## Schutzzweck
Der Landschaftsplan führt zum Schutzzweck aus: „Ergänzung der NSG-Festsetzungen der Talauen zu einem Grünlandbiotop-Verbundsystem, das Tieren und Pflanzen Wanderungs- und Ausbreitungsmöglichkeiten schafft und damit der Erhaltung der Leistungsfähigkeit des Naturhaushalts dient. Gleichzeitig wirken die offenen Talauen aufgrund ihrer überwiegenden Lage im waldreichen Plangebiet gliedernd und belebend im Bild der Landschaft und tragen damit zur Sicherung ihrer Vielfalt, Eigenart und Schönheit bei. Weiterhin sollen (Extensiv-)Grünlandflächen erhalten werden, die hervorgehobene Bedeutung für den Biotop- und Artenschutz haben.“

## Rechtliche Vorschriften
Wie in den anderen Landschaftsschutzgebieten vom Typ C in Sundern besteht im LSG ein Verbot der Erstaufforstung und Weihnachtsbaum-, Schmuckreisig- und Baumschul-Kulturen anzulegen. Grünland und Grünlandbrachen dürfen nicht in Acker oder andere Nutzungen umgewandelt werden.

## Gebot und Entwicklungsmaßnahmen
Wie für alle Landschaftsschutzgebiete vom Typ C im Landschaftsplangebiet wurde ein spezielles Gebot erlassen. „Das Grünland ist extensiv zu bewirtschaften, z. B. im Rahmen des Kulturlandschaftspflegeprogrammes des HSK.“
Wie für alle Landschaftsschutzgebiete vom Typ C in Sundern wurde ein spezielles zwei Entwicklungsmaßnahmen festgesetzt. Bei der landwirtschaftlichen Nutzung soll eine extensive Bewirtschaftung mit vertraglicher Regelungen angestrebt werden. Brachflächen sollen sektoral im Turnus von 3 Jahren – jedoch nicht vor dem 1. August eines Jahres – gemäht werden um eine Verbuschung zu verhindern.